# Ishii, Tokushima
Ishii (japanska: 石井町?, Ishii-chō) är en landskommun (köping) i Tokushima prefektur i Japan. 